# جاي بهيم
جاي بهيم هو فيلم دراما هندي باللغة التاميلية من بطولة سورايا،تم عرض الفيلم على منصة برايم فيديو في 5 أغسطس 2021.

## روابط خارجية
جاي بهيم على موقع IMDb (الإنجليزية)
- جاي بهيم على موقع روتن توميتوز (الإنجليزية)
- جاي بهيم على موقع ألو سيني (الفرنسية)
- جاي بهيم على موقع فيلمافينيتي (الإسبانية)
- جاي بهيم على موقع قاعدة بيانات الفيلم (الإنجليزية)
- جاي بهيم على موقع ليتربوكسد (الإنجليزية)
- جاي بهيم على موقع كينوبويسك (الروسية)